# The Ghost Writer
The Ghost Writer är en brittisk-fransk-tysk politisk thrillerfilm från 2010 regisserad av Roman Polanski, baserad på romanen The Ghost från 2007 av Robert Harris.

## Handling
En framgångsrik spökskrivare (spelad av Ewan McGregor) blir anlitad för att avsluta den brittiske före detta premiärministern Adam Langs (Pierce Brosnan) memoarer, efter att den tidigare spökskrivaren omkommit i vad som förefallit vara en tragisk olycka. Under arbetets gång tycker sig spökskrivaren se tecken på att Lang skulle kunna ha kopplingar till CIA vilket gör hans arbete mycket riskfyllt.

## Rollista
- Ewan McGregor – Spökskrivaren, som får i uppdrag att skriva Adam Langs memoarer
- Pierce Brosnan – Adam Lang, före detta Storbritanniens premiärminister (anspelar på Tony Blair)
- Kim Cattrall – Amelia Bly, assistent till Lang sedan hans premiärministertid
- Olivia Williams – Ruth Lang, Adam Langs fru
- Tom Wilkinson – Paul Emmett, lärare vid Harvard Law School
- Timothy Hutton – Sidney Kroll, Langs amerikanska advokat
- Jon Bernthal – Rick Ricardelli, spökskrivarens agent
- Tim Preece – Roy, chef vid bokförlagets Londonkontor
- Robert Pugh – Richard Rycart, FN-sändebud och tidigare utrikesminister
- David Rintoul – Främlingen, en sörjande far som förlorade sin son under kriget i Afghanistan
- Eli Wallach – Den äldre mannen på Martha's Vineyard